# Catedral basílica de la Sagrada Familia (Częstochowa)
La Catedral Basílica y Santuario de la Sagrada Familia o simplemente Catedral de Częstochowa (en polaco: Bazylika Archikatedralna Sanktuarium Świętej Rodziny) es el nombre que recibe un edificio religioso que está afiliado a la Iglesia Católica y fue construido en el estilo neo-gótico, consiste en una iglesia de tres naves que sigue el rito romano o latino y está situada en la calle Krakowska de la ciudad de Częstochowa en Polonia.
Es una de las mayores en su tipo de Europa, construida sobre un antiguo cementerio de los años 1825-1898. Fue edificada entre 1901 y 1927, y diseñada por Konstanty Wojciechowski. El templo en el año 1925 se convirtió en la catedral de la diócesis de Częstochowa, y desde 1992 es la iglesia metropolitana de la arquidiócesis de Częstochowa. 
La fachada de la basílica se encuentra al norte; frente a la Plaza Juan Pablo II (antes Plaza de la Catedral). En la Capilla de Nuestra Señora de Czestochowa hay una cripta de los obispos locales.

## Véase también

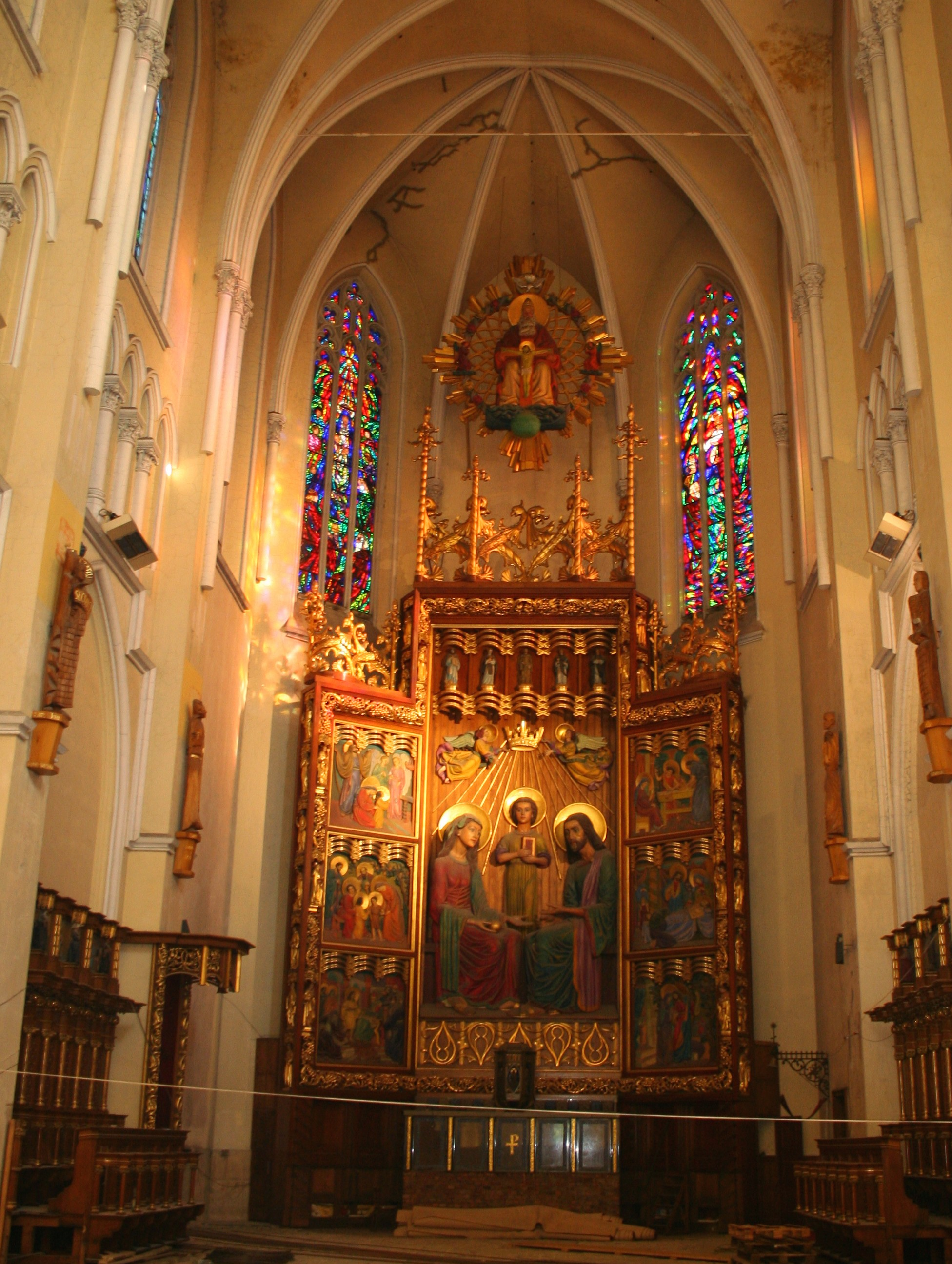
Vista interna